# Wijnand Nicolaas Clermont
Wijnand Nicolaas Clermont (Maastricht, 1802 – 23 november 1879) was een Nederlands ondernemer en politicus. Hij was onder meer zoutzieder, zeepfabrikant, directeur van een spoorwegmaatschappij en producent van aardewerk. Daarnaast was hij raadslid en wethouder in Maastricht.

## Levensloop

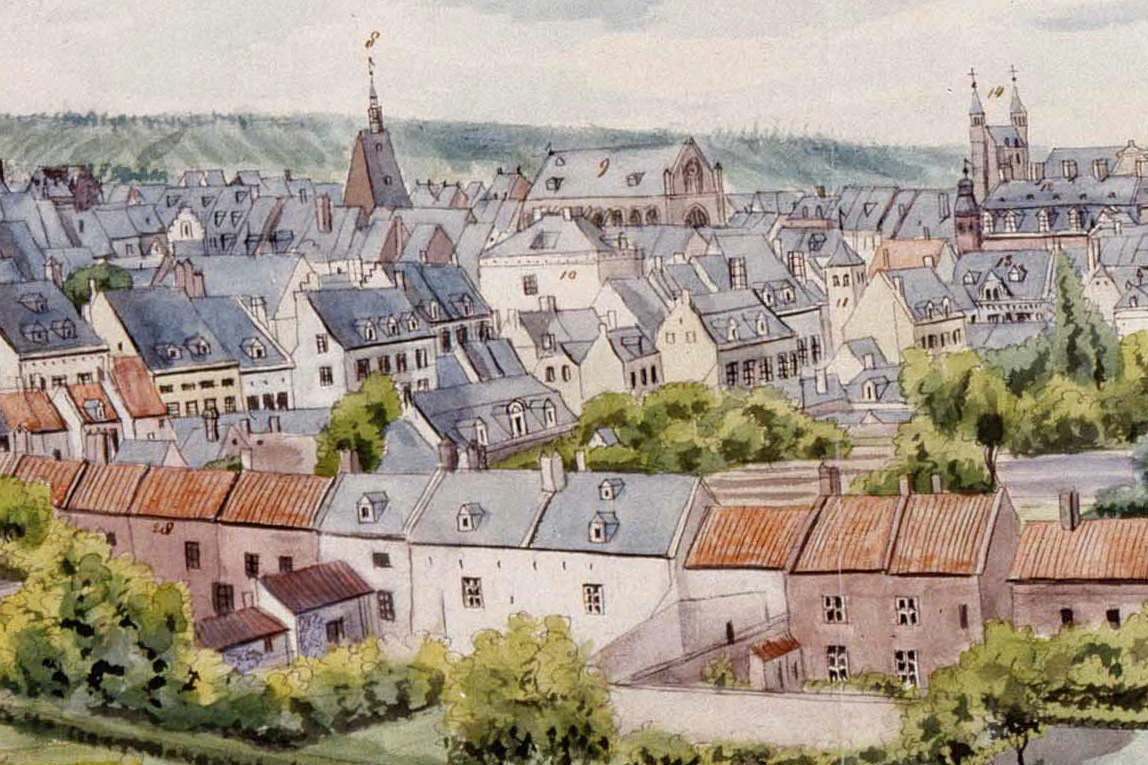
Detail van een panorama van Maastricht uit het westen door Ph. van Gulpen, ca. 1845. In het midden (nr. 10) het huis van de familie Clermont aan de Capucijnenstraat

Over Clermonts afkomst, jeugd en opleiding is weinig bekend. Mogelijk was hij verwant aan de Akense familie van textielfabrikanten (Von) Clermont. Hij was de zoon van Nicolaas Mathijs Clermont en Maria Anna Catharina Pieters.
In 1829 trad hij in het huwelijk met Adèle Elisabeth Chainaye (1809-1886). De familie Chainaye was oorspronkelijk uit Hoei afkomstig, woonde enige tijd in Venlo, daarna aan de Kapoenstraat en mogelijk ook aan de Capucijnenstraat in Maastricht, en verhuisde in 1866 naar Luik.
Samen met Nicolaas Antoon Bosch (1797-1857), koopman in koloniale waren en bierbrouwer in Wyck-Maastricht, begon hij in 1835 een zoutziederij annex zeepfabriek. Het bedrijf was gevestigd in en achter de Poort van Beusdael, op de hoek van de Hoogbrugstraat en de Ruiterij. Een deel van het complex, dat volgens de kadasterkaart van 1842 eigendom was van Bosch & Clermont, verhuurden ze waarschijnlijk aan de gebroeders Cartisser, die hier een glazeniersatelier vestigden. Achter het pand zijn op de kaart werkplaatsen te zien, die als zoutziederij worden aangeduid.
Vanaf 1842 exploiteerde hij samen met Petrus (I) Regout een geweerfabriek aan de Boschstraat. Deze onderneming werd geen succes en in 1851 werd de fabriek ontmanteld. Mogelijk was de relatie tussen Clermont en Regout al eerder verstoord geraakt, toen ze vanaf 1841 zitting hadden in een commissie die de komst van de eerste spoorlijn in Maastricht voorbereidde. Clermont was al in 1835 met het idee voor een spoorlijn tussen Maastricht en Aken gekomen. Toen de Aken-Maastrichtsche Spoorweg-Maatschappij in 1845 werd opgericht, werd Clermont directeur. Regout trok zich daarna terug. Mogelijk speelde jaloezie een rol. Clermont was vanaf 1843 lid van de gemeenteraad van Maastricht. Toen hij in 1851 wethouder werd, was hij het die het contract tussen Regout en de gemeente met betrekking tot de gaslevering  opzegde. Regout, die vanaf 1851 ook raadslid was, was hierover zeer verbolgen en vertrok in 1853 uit de raad.
In 1851 richtte Clermont, samen met zijn schoonvader Jérôme Chainaye en zijn schoonbroer Charles Chainaye, de aardewerkfabriek Clermont & Chainaye op. De schoonvader trad daarbij als borg en geldschieter op. De nieuwe fabriek werd gevestigd in het zuidwestelijk deel van Wyck, naast het terrein van de zeep- en zoutziederij, en grenzend aan de Maas. Omdat Maastricht nog vestingstad was, moest vergunning worden aangevraagd om een poterne uit te breken in de stadsmuur aan de Stenenwal, zodat grondstoffen per schip konden worden aangevoerd en producten afgevoerd. Als navolgers van Regout dreigden Clermont & Chainaye geduchte concurrenten te worden, ook omdat ze bij hem de beste arbeiders weglokten. Dat ze niet de enige navolgers waren blijkt uit het feit dat twee jaar later ook N.A. Bosch een eigen aardewerkfabriek begon aan de Lage Barakken.
De fabriek van Clermont & Chainaye kwam door financiële problemen nooit tot grote bloei. Na een redelijk succesvolle start bleek het bedrijf te conjunctuurgevoelig. Na de recessie van 1857 balanceerde het op de rand van een faillissement. In 1859 werd het omgezet in de commanditaire vennootschap Guillaume Lambert & Cie., genoemd naar de nieuwe directeur, de mijningenieur Guillaume Lambert. Clermont en Chainaye ontvingen gezamenlijk de helft van de aandelen. In 1863 ontstond daaruit een naamloze vennootschap, de Société Céramique. Wijnand Clermont werd lid van de raad van bestuur, een functie die hij in 1873 wegens gezondheidsproblemen moest opgeven. Zijn zonen Arthur en Jérôme waren vanaf 1863 aandeelhouders in het bedrijf, maar hadden voor zover bekend geen leidende functie.
Vanaf circa 1855 was Clermont honorair consul van België.
Clermont overleed op de leeftijd van 77 jaar en drie maanden. Hij was ridder in de Orde van de Nederlandse Leeuw en ridder in de Orde van de Rode Adelaar (Pruisen).

## Huwelijk en nakomelingschap
Wijnand Nicolaas Clermont was gehuwd met Adèle Elisabeth Chainaye (1809-1886). Het echtpaar had drie kinderen:
- Arthur Corneille Nicolas Clermont (1831-?), ingenieur, gehuwd met Théodorine Mathilde Ruyters (1837-1897)
- Oscar Marie "Jérôme" Clermont (1832-1888), gehuwd met Caroline Regout (1845-1895), dochter van Thomas Regout, 3 kinderen
- Léonie Jeanne Antoinette Clermont (1835-1916), gehuwd met mr. Adriaan Jakob Sassen (1837-1885), rechter van de arrondissementsrechtbank te Maastricht en burgemeester van Heerlen, 6 kinderen[13]

## Nalatenschap

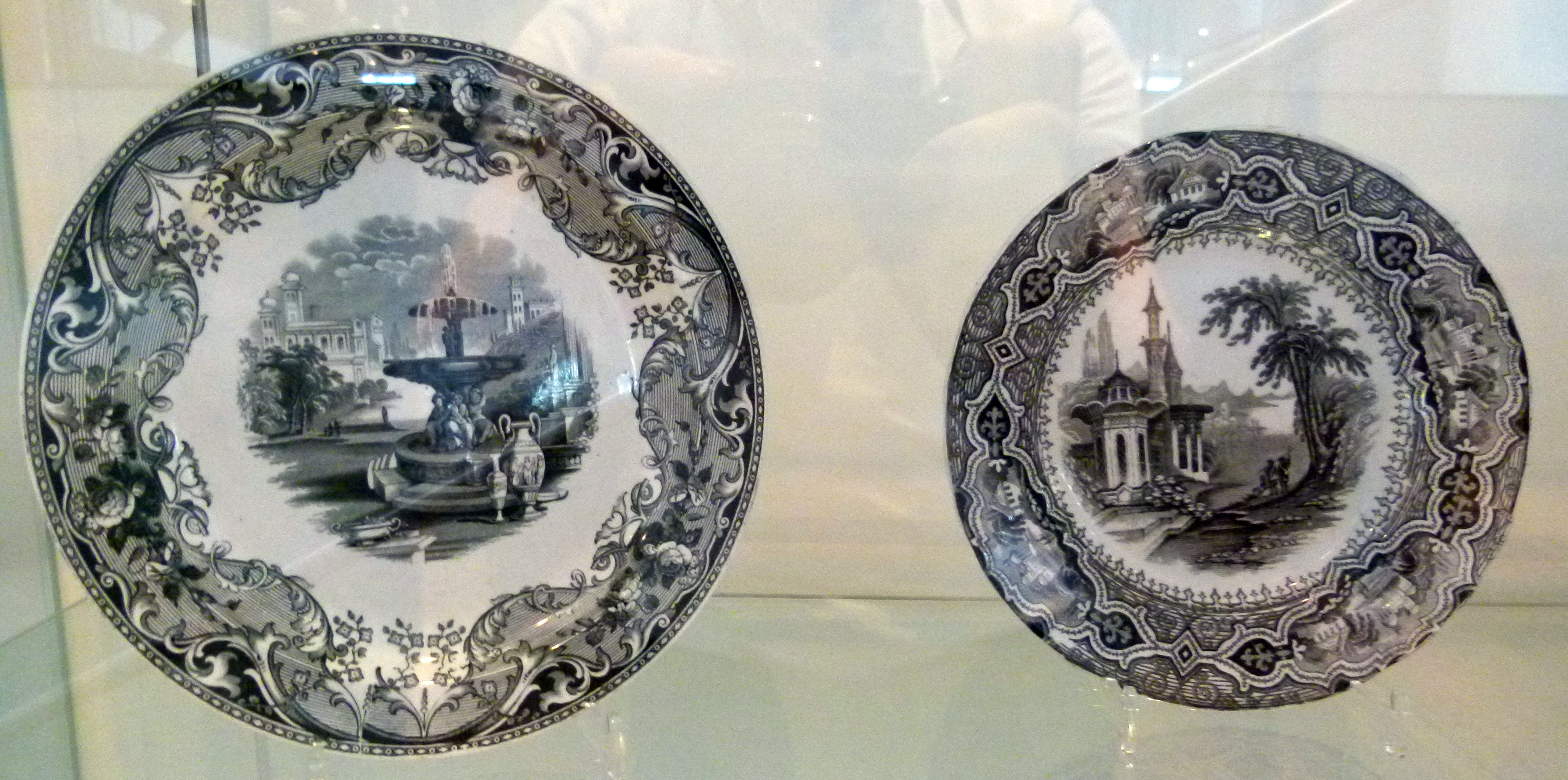
Borden van Clermont & Chainay (1851-59)

Van de bedrijven van Wijnand Clermont heeft de Société Céramique, de opvolger van Clermont & Chainaye, het langst bestaan (tot 1958 zelfstandig; daarna tot 2010 als onderdeel van Koninklijke Sphinx). Aardewerk van Clermont & Chainaye is vrij zeldzaam en een verzamelobject voor liefhebbers van Maastrichts aardewerk. Van de fabrieksgebouwen uit de tijd van Clermont is niets meer over. Wel behouden bleven de 'Poort van Beusdael' aan de Hoogbrugstraat, waar de zout- en zeepziederij van Bosch & Clermont gevestigd was, en het woonhuis aan de Capucijnenstraat 69, dat in 1875 een nieuwe voorgevel kreeg. Het eerste is een rijksmonument, het tweede een gemeentelijk monument.
In de Maastrichtse woonwijk Céramique, gebouwd op het terrein van de gelijknamige aardewerkfabriek, is sinds 1993 een straat naar hem genoemd, de Clermontlunet, evenals naar zijn zakencompagnon Nicolaas Bosch, de Boschcour.